# オフ・ザ・ウォール (曲)
「オフ・ザ・ウォール」（Off The Wall）は、1980年にマイケル・ジャクソンが発表した楽曲、および同曲を収録したシングル。作詞・作曲はロッド・テンパートンによる。アルバム『オフ・ザ・ウォール』のタイトル・ナンバーとしてシングル・カットされた。ビルボード誌では、1980年4月12日に週間ランキング最高位の第10位を獲得した。ビルボード誌1980年度年間ランキングは第90位。

## 解説
「オフ・ザ・ウォール」とは“型破りな”“突拍子もない”という意味の慣用句で、アルバムの歌詞対訳解説書では“気楽に”生きると訳されている。
シングル・バージョンはリミックスされており、フェードアウトがアルバム・バージョンよりも早い。
日本でもスズキのスクーター「ラブ」のCMソングに使用されたことがあり、「今夜はドント・ストップ」と「オフ・ザ・ウォール」のバージョンがあった（1980-1981年頃）。

## サンプル
マライア・キャリーは2008年のアルバム『E=MC2』に収録されている曲「アイム・ザット・チック」でこの曲を挿入している。
ヴェイパーウェイヴのプロデューサー、セイント・ぺプシは「エンジョイ・ユアセルフ」のコーラスに取り上げる形でこの曲をサンプルしている、ミュージック・ビデオにはマック・トゥナイトが登場するマクドナルドのコマーシャルのシーンが使用された。
ピンクパンサーレスは2021年のシングル「ジャスト・ア・ウェイスト」でこの曲をサンプルしている。

## 収録曲
| #         | タイトル                  | 作詞 | 作曲・編曲 | 時間 |
| --------- | ------------------------- | ---- | ---------- | ---- |
| 1.        | 「Off the Wall」(remix)   |      |            | 4:01 |
| 2.        | 「Workin' Day and Night」 |      |            | 5:10 |
| 合計時間: | 合計時間:                 | 9:10 |            |      |

| #         | タイトル                   | 作詞 | 作曲・編曲 | 時間 |
| --------- | -------------------------- | ---- | ---------- | ---- |
| 1.        | 「Off the Wall」(7" remix) |      |            | 3:47 |
| 2.        | 「Get on the Floor」       |      |            | 4:38 |
| 合計時間: | 合計時間:                  | 8:26 |            |      |

### 公式バージョン
1. Album version – 4:05
2. Remix – 4:01
3. 7" remix – 3:47
4. Edit – 3:46  – 『エッセンシャル・マイケル・ジャクソン』に収録されたアルバムよりもフェードが早いバージョン。
5. Junior Vasquez mix – 5:13  – 「ストレンジャー・イン・モスクワ」のシングルに収録。
6. Live – 4:00  – 『ザ・ジャクソンズ・ライヴ』に収録。

- 全米と日本で発売されたシングル・リミックスは3分47秒だが、全英やそのほかの国では4分1秒。

## Charts
| チャート (1979–1980)                           | 最高 順位 |
| ---------------------------------------------- | --------- |
| オーストラリア(ケント・ミュージック・レポート) | 94        |
| カナダ トップシングルス (RPM)                  | 11        |
| アイルランド (IRMA)                            | 20        |
| オランダ (Single Top 100)                      | 18        |
| オランダ (Dutch Top 40)                        | 23        |
| ニュージーランド (Recorded Music NZ)           | 14        |
| ノルウェー (VG-lista)                          | 4         |
| 南アフリカ (Springbok Radio)                   | 20        |
| スウェーデン (Sverigetopplistan)               | 9         |
| UK シングルス (OCC)                            | 7         |
| アメリカ Hot 100                               | 10        |
| アメリカ Hot R&B/Hip-Hop Songs (ビルボード)    | 5         |
| アメリカ キャッシュボックス Top 100            | 11        |
| アメリカ Radio & Records CHR/Pop Airplay Chart | 9         |

| チャート (2009)                    | 最高 順位 |
| ---------------------------------- | --------- |
| オランダ (Single Top 100)          | 20        |
| スイス (Schweizer Hitparade)       | 81        |
| UK シングルス (OCC)                | 73        |
| アメリカ Digital Songs (Billboard) | 51        |

| チャート (1980)                     | 順位 |
| ----------------------------------- | ---- |
| カナダ トップシングルス (RPM)       | 69   |
| アメリカ Billboard Hot 100          | 79   |
| アメリカ キャッシュボックス Top 100 | 84   |

## 認定
| 国/地域                          | 認定     | 認定/売上数 |
| -------------------------------- | -------- | ----------- |
| イギリス (BPI)                   | シルバー | 0           |
| アメリカ合衆国 (RIAA)            | プラチナ | 0           |
| 認定のみに基づく売上数と再生回数 |          |             |